# 迪特尔·林德纳
迪特尔·林德纳（德語：Dieter Lindner，1937年1月18日—2021年5月13日），德国男子田径运动员。他曾代表德国联队参加1956年、1960年和1964年夏季奥林匹克运动会田径比赛，其中1964年奥运会获得一枚银牌。